# Michael Smith (dartsjátékos)
Michael Smith (St Helens, 1990. szeptember 18. –) világbajnok angol dartsjátékos. 2008-tól a Professional Darts Corporation tagja. 2013-ban megnyerte a PDC ifjúsági világbajnokságát, majd 2023-ban a PDC világbajnokságot is. Beceneve "Bully Boy". Mentora a kétszeres világbajnok skót dartsjátékos Gary Anderson.

## Pályafutása

### PDC
Smith pályafutását a PDC-nél kezdte, így korábban nem vett részt a BDO szervezetnél tornákon. 2008-tól lett a PDC tagja, és 2010-ben kezdték megismerni a nevét, amikor a UK Openen a legjobb 32-ig jutott, olyan neves játékosokat legyőzve, mint például Peter Manley.
2011 februárjában megnyerte első tornáját a PDC-nél, amely egy UK Open kvalifikációs torna volt. A döntőben Dave Chisnallt verte meg egy szoros mérkőzésen 6–5-re. A győzelem után felfigyeltek rá és egyre komolyabban vették őt az ellenfelek.
2012-ben sikerült kijutnia a világbajnokságra, ahol az első körben a holland Co Stompéval találkozott. Stompé 3–0-ra verte az újonc Smith-t, így hamar véget ért számára a világbajnokság.
Ebben az évben már jelentősen előre lépett a világranglistán, így automatikusan kvalifikálta magát a vb-re. A világbajnokságon újra nem sikerült továbbjutnia az első körből, ezúttal Raymond van Barneveld verte meg 3–0-ra.
Smith még ebben az évben részt vett a PDC ifjúsági világbajnokságán, amit sikerült is megnyernie.
A 2014-es vb előtt Smith már bekerült a legjobb 32-be a világranglistán, így kiemeltként vehetett részt a tornán. Az első körben Morihiro Hashimoto-t 3–1-re legyőzte, így készülhetett a tizenhatszoros világbajnok Phil Taylor elleni mérkőzésre. Óriási meglepetésre Smith megverte a címvédőt, így eddigi legjobb teljesítményét nyújtva bejutott a legjobb 16 közé. Smith ellenfele a skót Peter Wright volt, akit nem tudott legyőzni, így búcsúzott a tornától.
A következő világbajnokságon szintén a harmadik körig jutott, ahol az újonc és a regnáló BDO világbajnok Stephen Bunting ejtette ki.
2016-ban már egy körrel tovább jutott, de a negyeddöntőben már nem tudta legyőzni Raymond van Barneveldet és kiesett. Mivel bekerült a világranglistán a legjobb 10-be és jó formában is volt Smith, ezért meghívást kapott a 2016-os Premier League-be. Itt nem nagyon jöttek az eredmények és végül az utolsó helyen zárt a tornán.
2017-ben Smith a harmadik körig jutott a vb-n, ahol James Wade ejtette ki. A következő világbajnokságon a második körben Rob Cross-szal kellett megmérkőznie a továbbjutásért, de végül a későbbi világbajnok 4–3-ra legyőzte Smith-t és továbbjutott.
A 2018-as Premier League-ben az alapszakasz második helyezettje lett. Az elődöntőben mentorát, Gary Andersont győzte le, a döntőben viszont vereséget szenvedett Michael van Gerwen-től 4–11 arányban. Smith-nek a novemberben megrendezett World Series of Darts tornán sikerült eljutnia a döntőig, ahol honfitársától James Wade-től kapott ki végül 11–10-re.
A 2019-es világbajnokságot a 10. kiemeltként várhatta és az első mérkőzésén a legjobb 32-be jutásért a holland Ron Meulenkampot búcsúztatta 3–1-es győzelemmel. A következő körben a skót John Henderson volt az ellenfele, akit végül 4–2-re sikerült legyőznie Smith-nek. A negyeddöntőbe kerülésért honfitársát, Ryan Searle-t verte meg 4–1-re, majd a negyeddöntőben a Rob Crosst meglepetésre az előző körben kiejtő Luke Humphries-szel találkozott, akit 5–1-re sikerült legyőznie. Az elődöntőben az első világbajnokságán résztvevő Nathan Aspinall-lal mérkőzött meg a döntőbe jutásért, akit végül 6–3-ra sikerült legyőznie és így bekerült a világbajnoki döntőbe. A fináléban Smith-nek már nem sikerült hoznia az elődöntőben nyújtott erős játékát és végül 7–3-ra alulmaradt Michael van Gerwennel szemben, aki így harmadszorra hódította el a világbajnoki trófeát.

## Világbajnoki szereplései

### PDC
- 2012: Első kör (vereség  Co Stompé ellen 0–3)
- 2013: Első kör (vereség  Raymond van Barneveld ellen 0–3)
- 2014: Harmadik kör (vereség  Peter Wright ellen 3–4)
- 2015: Harmadik kör (vereség  Stephen Bunting ellen 2–4)
- 2016: Negyeddöntő (vereség  Raymond van Barneveld ellen 4–5)
- 2017: Harmadik kör (vereség  James Wade ellen 3–4)
- 2018: Második kör (vereség  Rob Cross ellen 3–4)
- 2019: Döntő (vereség  Michael van Gerwen ellen 3–7)
- 2020: Második kör (vereség  Luke Woodhouse ellen 1–3)
- 2021: Második kör (vereség  Jason Lowe ellen 1–3)
- 2022: Döntő (vereség  Peter Wright ellen 5–7)
- 2023: Győztes ( Michael van Gerwen ellen 7–4)
- 2024: Negyedik kör (vereség  Chris Dobey ellen 0–4)
- 2025: Második kör (vereség  Kevin Doets ellen 2–3)

## Döntői

### PDC nagytornák: 9 döntős szereplés
| Történet                 |
| PDC Világbajnokság (1–2) |
| Grand Slam (1–0)         |
| Premier League (0–1)     |
| World Matchplay (0–1)    |
| UK Open (0–1)            |
| Európa-bajnokság (0–1)   |
| The Masters (0–1)        |

| Eredmény | Sorszám | Év   | Bajnokság            | Ellenfél a döntőben | Pontok    |
| Döntős   | 1.      | 2018 | Premier League Darts | Michael van Gerwen  | 4–11 (l)  |
| Döntős   | 2.      | 2019 | PDC Világbajnokság   | Michael van Gerwen  | 3–7 (sz)  |
| Döntős   | 3.      | 2019 | World Matchplay      | Rob Cross           | 13–18 (l) |
| Döntős   | 4.      | 2020 | The Masters          | Peter Wright        | 10–11 (l) |
| Döntős   | 5.      | 2022 | PDC Világbajnokság   | Peter Wright        | 5–7 (sz)  |
| Döntős   | 6.      | 2022 | UK Open              | Danny Noppert       | 10–11 (l) |
| Döntős   | 7.      | 2022 | Európa-bajnokság     | Ross Smith          | 8–11 (l)  |
| Győztes  | 1.      | 2022 | Grand Slam of Darts  | Nathan Aspinall     | 16–5 (l)  |
| Győztes  | 2.      | 2023 | PDC Világbajnokság   | Michael van Gerwen  | 7–4 (sz)  |

### PDC World Series of Darts tornák: 7 döntős szereplés
| Történet                           |
| World Series of Darts Finals (0–2) |
| World Series of Darts (3–2)        |

| Eredmény | Sorszám | Év   | Bajnokság                    | Ellenfél a döntőben | Pontok    |
| Győztes  | 1.      | 2018 | Shanghai Darts Masters       | Rob Cross           | 8–2 (l)   |
| Döntős   | 1.      | 2018 | Melbourne Darts Masters      | Peter Wright        | 8–11 (l)  |
| Döntős   | 2.      | 2018 | World Series of Darts Finals | James Wade          | 10–11 (l) |
| Döntős   | 3.      | 2019 | US Darts Masters             | Nathan Aspinall     | 4–8 (l)   |
| Győztes  | 2.      | 2022 | US Darts Masters             | Michael van Gerwen  | 8–4 (l)   |
| Győztes  | 3.      | 2023 | Bahrain Darts Masters        | Gerwyn Price        | 8–6 (l)   |
| Döntős   | 4.      | 2024 | World Series of Darts Finals | Luke Littler        | 4–11 (l)  |

### PDC csapatversenyek: 2 döntős szereplés
| Eredmény | Sorszám | Év   | Bajnokság          | Ország | Csapattárs     | Ellenfél a döntőben                                | Pontok   |
| Döntős   | 1.      | 2020 | World Cup of Darts | Anglia | Rob Cross      | Wales (Gerwyn Price és Jonny Clayton)              | 0–3 (m)  |
| Győztes  | 1.      | 2024 | World Cup of Darts | Anglia | Luke Humphries | Ausztria (Mensur Suljović és Rowby-John Rodriguez) | 10–6 (l) |

1. 1 2 3  (l) = pontszám legekben, (sz) = pontszám szettekben, (m) = pontszám mérkőzésekben.

## További tornagyőzelmei
| Players Championships - Players Championship (BAR): 2018, 2021 - Players Championship (COV): 2020 (x2) - Players Championship (HIL): 2023, 2024 - Players Championship (NIE): 2021, 2022 - Players Championship (SPA): 2012 - Players Championship (WIG): 2022 (x2) UK Open Regionals/Qualifiers - UK Open Qualifier: 2011, 2015, 2018 World Series of Darts Events - Bahrain Darts Masters: 2023 - Shanghai Darts Masters: 2018 - US Darts Masters: 2022 | European Tour Events - Dutch Darts Championship: 2022 - European Darts Trophy: 2014, 2015 - German Darts Grand Prix: 2023 - Gibraltar Darts Trophy: 2017 - International Darts Open: 2015 PDC Youth Tour - Youth Tour (ENG): 2011 (x5) PDC World Youth Championship - World Youth Championship: 2013 PDC-csapatvilágbajnokság - PDC World Cup of Darts (csapat): 2024 |

## Televíziós 9 nyilasai
| Időpont           | Ellenfél           | Torna                | Kombináció                    |
| ----------------- | ------------------ | -------------------- | ----------------------------- |
| 2020. február 27. | Daryl Gurney       | Premier League Darts | 3x T20; 3x T20; T20, T19, D12 |
| 2022. március 5.  | Mensur Suljović    | UK Open              | 3x T20; 3x T20; T20, T19, D12 |
| 2023. január 3.   | Michael van Gerwen | PDC Világbajnokság   | 3x T20; 3x T20; T20, T19, D12 |